# Шевце-Валентина
Шевце-Валентина (пол. Szewce-Walentyna) — село в Польщі, у гміні Бедльно Кутновського повіту Лодзинського воєводства.
Населення — 139 осіб (2011).
У 1975-1998 роках село належало до Плоцького воєводства.

## Демографія
Демографічна структура станом на 31 березня 2011 року:
|          | Загалом | Допрацездатний вік | Працездатний вік | Постпрацездатний вік |
| -------- | ------- | ------------------ | ---------------- | -------------------- |
| Чоловіки | 70      | 12                 | 49               | 9                    |
| Жінки    | 69      | 5                  | 43               | 21                   |
| Разом    | 139     | 17                 | 92               | 30                   |